# Râul Vatici
Vatici este un râu din Republica Moldova, afluent de dreapta al râului Răut.
Vegetația luncii râulețelui Vatici este reprezentată comunități de sălcișuri și plopișuri, cât și asociații de plante ierboase de luncă, palustre și acvatice. Apele din cursul râului sunt poluate datorită gradului insuficient de epurare.

## Afluenți
Mana, Valea Lupului, Radova, Chetrosul.